# Rapćani
Rapćani (cyr. Рапћани) – wieś w Bośni i Hercegowinie, w Republice Serbskiej, w gminie Derventa. W 2013 roku liczyła 171 mieszkańców.